# Roter Phantomsalmler
Der Rote Phantomsalmler oder Swegles-Salmler (Megalamphodus sweglesi, Syn.: Hyphessobrycon sweglesi) ist ein Süßwasserfisch aus der Ordnung der Salmlerartigen (Characiformes). Er stammt aus dem Gebiet des Rio Muco und des oberen Río Meta, zwei in Kolumbien gelegenen Nebenflüssen des Orinoco. Rote Phantomsalmler werden bis zu vier Zentimeter lang.

## Merkmale
Der Rote Phantomsalmler hat einen zart rosafarbenen Körper, der zum Rücken hin mehr rötlich, zur Bauchseite hin leicht goldfarben wird. Er besitzt einen sehr großen, tief schwarzen, dreieckigen bis runden Schulterfleck.
Männliche und weibliche Exemplare des Roten Phantomsalmlers können voneinander deutlich unterschieden werden (Geschlechtsdimorphismus). Das Männchen zeigt insbesondere in der Balz und bei Kämpfen eine kräftige Rotfärbung der unpaarigen Flossen und Bauchflossen. Die Rückenflosse (Dorsale) ist fahnenartig verlängert und hat einen schwarzen Saum oder Fleck am oberen Ende. Die Rückenflosse des Weibchens ist kleiner als die des Männchens und besitzt einen großen schwarzen Fleck, der am oberen Rand weiß, am unteren orangefarben gesäumt ist.

## Lebensweise
Der Rote Phantomsalmler lebt in seinem Verbreitungsgebiet in Weihern und kleinen Fließgewässern. Diese Gewässer sind meist klar, sehr weich und sauer und haben stark verkrautete Uferzonen, an deren Rand sich die Roten Phantomsalmler bevorzugt aufhalten und in die sie bei Gefahr flüchten.
Messungen an einem Fundort in einem Weiher 80 km südöstlich von Puerto Gaitán nahe dem Rio Muco ergaben bei 28 °C Wassertemperatur einen pH-Wert von 5,5, eine Wasserhärte < 1 °dGH und °dKH und eine elektrische Leitfähigkeit < 10 µS/cm.

## Aquaristik

### Haltung
Der Rote Phantomsalmler wurde 1961 erstmals nach Deutschland importiert. Er ist sehr gesellig und sollte daher in Gruppen ab 12 Exemplaren gepflegt werden. Das Aquarium sollte zugleich genügend Raum bieten, um die bevorzugte Individualdistanz nicht zu unterschreiten, da insbesondere männliche Exemplare kleine, vorübergehende Reviere beanspruchen und durch Kommentkämpfe verteidigen. Die Seitenlänge des Aquariums sollte mindestens 60, besser 100 cm betragen.
Das Becken sollte gut bepflanzt sein und gleichzeitig genügend freien Schwimmraum bieten. Insbesondere beschattete Bereiche der Übergangszone werden dabei gerne als Standplatz genutzt und fördern das Wohlbefinden. Der Rote Phantomsalmler stellt keine besonderen Ansprüche an das Futter und kann mit Trocken-, feinem Lebend- und tiefgefrorenen Futter ernährt werden.
Der Rote Phantomsalmler kann entgegen der sehr weichen und sauren Wasserparameter am Fundort auch ausdauernd in mittelhartem und leicht alkalischem Wasser gepflegt werden. Zur bevorzugten Wassertemperatur werden in der Literatur unterschiedliche Angaben gemacht. Die mehrfach an einem der Fundorte gemessenen 28 °C sprechen für tropische Werte. Während es vereinzelt Literaturbeispiele gibt, die ebenfalls die bei tropischen Süßwasserfischen übliche Spanne von 22–26 °C angeben, empfehlen die häufig zitierten Hans A. Baensch und Rüdiger Riehl in ihrem Aquarienatlas 20–23 °C, da der häufigste Fehler in der Pflege des Roten Phantomsalmlers eine zu hohe Wassertemperatur sei.

### Fortpflanzung und Zucht
Die Bedingungen für eine erfolgreiche Fortpflanzung und Zucht sind vergleichbar mit denen des Schwarzen Phantomsalmlers. Die nachgewiesene obere Grenze der Wasserhärte ist mit 4 °dGH etwas niedriger als beim Schwarzen Phantomsalmler, ebenso ist der Rote Phantomsalmler weniger produktiv. Hans A. Baensch und Rüdiger Riehl empfehlen eine niedrigere Zuchttemperatur von 20–22 °C.